# Mary Stuart Masterson
Pour les articles homonymes, voir Masterson.
 (juin 2021).
Si vous disposez d'ouvrages ou d'articles de référence ou si vous connaissez des sites web de qualité traitant du thème abordé ici, merci de compléter l'article en donnant les références utiles à sa vérifiabilité et en les liant à la section « Notes et références ».
Mary Stuart Masterson est une actrice, productrice, réalisatrice et scénariste américaine, née le 28 juin 1966 à New York (États-Unis).

## Biographie

### Enfance et adolescence
Née à New York, Mary Stuart Masterson est la fille de l'écrivain et réalisateur Peter Masterson et de l'actrice Carlin Glynn (en). Elle a un frère, Peter Masterson Jr. et une sœur Alexandra Masterson, tous deux membres de l'industrie du spectacle. Adolescente, elle est inscrite au Performing Arts Training Center dans le Nord de l'État de New York et y côtoie des acteurs comme Robert Downey Jr. et Jon Cryer. Par la suite, elle fréquente diverses écoles et étudie l'anthropologie pendant huit mois à l'Université de New York.

### Débuts
Le premier film dans lequel elle apparaît s'intitule Les Femmes de Stepford. Elle est alors âgée de 8 ans et joue la fille de Peter Masterson, son père dans la vraie vie. Mais au lieu de poursuivre sa carrière de jeune actrice, elle fait le choix de continuer à aller à l'école, tout en faisant quelques apparitions dans diverses productions à la Dalton School. L'année 1985 marque son retour au cinéma grâce à son rôle de Danni, une lycéenne rebelle et marginale, employée dans une buvette, dans le film Tutti Frutti (Heaven Help Us). Un an plus tard, en 1986, elle joue aux côtés de Sean Penn et Christopher Walken dans le film Comme un chien enragé dans lequel elle incarne Terry, la petite amie de Brad Jr. Ce film est inspiré de la vraie histoire d'une famille criminelle dans les années 1960 et 1970 et dont le chef de famille est Bruce Johnson Sr. Plus tard, elle joue Watts, joueuse de batterie et garçon manqué, dans le film pour adolescents La Vie à l'envers. Elle est alors associée au Brat Pack, surnom donné à un groupe de jeunes acteurs et actrices jouant souvent ensemble dans des films pour adolescents. Toujours en 1987, Francis Ford Coppola la choisit pour jouer dans son film Jardins de pierre dans lequel elle a pour partenaires ses parents choisis par Coppola pour tenir ces mêmes rôles à l'écran. En 1989, dans Famille immédiate avec Glenn Close et James Woods, elle joue Lucy Moore, une adolescente qui confie son enfant à un couple riche. Sa prestation dans ce film est récompensée par le prix du meilleur second rôle féminin du National Board of Review of Motion Pictures.

### Années 1990
Dans les années 1990, Mary Stuart Masterson poursuit sa carrière à la fois sur le petit et le grand écran. En 1991, elle joue dans Beignets de tomates vertes tiré du roman du même titre. Le film est un succès et sa performance est applaudie par la critique. L'année suivante, elle est l'invitée à l'émission « Saturday Night Live ». En 1993, on la retrouve aux côtés de Johnny Depp dans le film Benny and Joon. Elle y interprète Joon, une jeune fille mentalement instable dont le personnage de Johnny Depp tombe amoureux. En 1994, dans le film Belles de l'Ouest, elle incarne Anita Crown, une ancienne prostituée qui se joint à trois autres anciennes prostituées (Madeleine Stowe, Andie MacDowell et Drew Barrymore) pour un voyage dans le Old West. En 1996, elle est la partenaire de Christian Slater dans la comédie romantique Pluie de roses sur Manhattan.

### Années 2000
En 2000 elle se tourne vers la télévision. Ainsi, en 2001, elle produit la série Kate Brasher. Les critiques sont très mauvaises et la série est annulée par CBS après seulement six épisodes. En 2004, elle joue dans le téléfilm La Création de Dieu et participe à quelques épisodes de la série New York, unité spéciale où elle joue le docteur Rebecca Hendrix, rôle à propos duquel un critique a écrit que c'était peut-être le plus célèbre de sa filmographie.
Elle a aussi joué dans des pièces de théâtre à Broadway, et a été nommée en 2003 au Tony Awards dans la catégorie « meilleure actrice dans une comédie musicale » pour Nine de Maury Yeston et dirigée par David Leveaux. 
Elle a aussi prêté sa voix pour des livres audio, dont I See You Everywhere de Julia Glass, Evil Dead de Patricia Cornwell et Look Again de Lisa Scottoline.

### Réalisation
C'est en 2001 que sa carrière de réalisatrice débute avec « The Other Side » (d'après L'Autre Bord, une nouvelle de Bruce Holland Rogers), un segment du téléfilm On the Edge (en).
Au cinéma, c'est en 2007 qu'elle se lance dans la réalisation avec le film The Cake Eaters présenté en avant-première au Festival international de cinéma de Fort Lauderdale et au Ashland Independent Film Festival (en), où le film a été récompensé dans la catégorie « meilleur film ». Sur ses premiers pas dans la réalisation, Masterson confie dans une interview : « quand j'ai signé pour cela, je n'étais pas effrayée, mais oui c'était effrayant. J'ai déjà 40 ans, bien que l'âge ne soit pas un sujet à aborder. En 1992, j'ai écrit mon premier scénario que je m'apprêtais à réaliser mais j'ai finalement abandonné l'idée et accepté un rôle, car faire un film prend énormément de temps ».

### Vie privée
Mary Stuart Masterson a été mariée trois fois : en 1990 avec George Carl Francisco (dont elle a divorcé en 1992), en 2000 avec le réalisateur Damon Santostefano (ils divorcent 4 ans plus tard) et en 2006 avec l'acteur Jeremy Davidson (en). Ils se sont connus sur le tournage de La Chatte sur un toit brûlant en 2004. En 2009, elle donne naissance à son fils et en 2011, à des jumeaux.

## Filmographie

### Actrice

#### Cinéma
- 1975 : Les Femmes de Stepford (The Stepford Wives) de Bryan Forbes : Kim Eberhart
- 1985 : Tutti Frutti (Heaven Help Us) de Michael Dinner : Danni
- 1986 : Comme un chien enragé (At Close Range) de James Foley : Terry
- 1986 : My Little Girl de Connie Kaiserman : Franny Bettinger
- 1987 : La Vie à l'envers (Some Kind of Wonderful) d'Howard Deutch : Watts
- 1987 : Jardins de pierre (Gardens of Stone) de Francis Ford Coppola : Rachel Feld
- 1988 : Mr. North de Danny Huston : Elspeth Skeel
- 1989 : Le Ciel s'est trompé (Chances Are) d'Emile Ardolino : Miranda Jeffries
- 1989 : Immediate Family de Jonathan Kaplan : Lucy Moore
- 1990 : Chéri, dessine moi un bébé (Funny About Love) de Leonard Nimoy : Daphne
- 1991 : Pour le meilleur et pour le rire (Married to It) de Arthur Hiller : Nina Bishop
- 1991 : Beignets de tomates vertes (Fried Green Tomatoes) de Jon Avnet : Idgie Threadgoode
- 1992 : Mad at the Moon : Jenny Hill
- 1993 : Benny and Joon de Jeremiah S. Chechik: Juniper 'Joon' Pearl
- 1994 : Belles de l'Ouest (Bad Girls) de Jonathan Kaplan : Anita Crown
- 1994 : Radioland Murders de Mel Smith : Penny Henderson
- 1996 : Pluie de roses sur Manhattan (Bed of Roses) de Michael Goldenberg : Lisa Walker
- 1996 : Vengeance froide (Heaven's Prisoners) de Phil Joanou : Robin Gaddis
- 1997 : Dogtown de George Hickenlooper : Dorothy Sternen
- 1997 : Postman (The Postman) de Kevin Costner : Hope
- 1998 : Digging to China de Timothy Hutton : Gwen Frankovitz
- 1999 : The Book of Stars de Michael Miner : Penny McGuire
- 1999 : The Florentine de Nick Stagliano : Vikki
- 2002 : West of Here : Genevieve Anderson
- 2002 : Leo de Medhi Norowzian : Brynne
- 2005 : The Sisters de Arthur Allan Seidelman : Olga Prior
- 2005 : Whiskey School : G.G.
- 2018 : Skin de Guy Nattiv : l'agent Jackie Marks
- 2019 : Daniel Isn't Real d'Adam Egypt Mortimer : Claire
- 2023 : Five Nights at Freddy's d'Emma Tammi

#### Télévision
- 1980 : City in Fear : Abby Crawford
- 1985 : Plus fort la vie (Love Lives On) : Susan Wallace
- 1986 : Histoires fantastiques : Cynthia Simpson
- 1997 : On the 2nd Day of Christmas : Patricia 'Trish' Tracy
- 1996 : Lily Dale : Lily Dale
- 1999 : Noir comme l'amour (Black and Blue) : Fran Benedetta
- 2001 : Kate Brasher : Kate Brasher
- 2001 : Three Blind Mice : Patricia Demming
- 2002 : R.U.S./H. : Elaine Burba
- 2003 : Gary the Rat : Caroline Swanson
- 2004-2005 : New York, unité spéciale : docteur Rebecca Hendrix (saison 6, épisodes 9, 11 et 12)
- 2004 : La Création de Dieu (Something the Lord Made) : Dr Helen Taussig
- 2004 : Jeu de Bleue : Cendrillon
- 2005 : New York, unité spéciale : docteur Rebecca Hendrix (saison 7, épisode 4)
- 2006 : Waterfront : Heather Centrella
- 2007 : New York, unité spéciale : docteur Rebecca Hendrix (saison 8, épisode 16)
- 2009 : Cupid : Mira
- 2010 : Mercy Hospital : Denise Cabe
- 2012 : Touch : Beth Cooper
- 2013 : The Good Wife : Rachel Keyser
- 2015 : Blue Bloods : Katherine Tucker
- 2016-2017 : NCIS : Enquêtes spéciales : Jenna Fleming
- 2017-2020 : Blindspot : Eleanor Hirst
- 2020 : For Life : Anya Harrison

### Productrice
- 2001 : Kate Brasher (série TV)
- 2003 : Last Man Running
- 2009 : The Cake Eaters

### Réalisatrice
- 2001 : On the Edge (TV)
- 2007 : The Cake Eaters

### Scénariste
- 2001 : On the Edge (TV)

## Voix francophones
En France, Mary Stuart Masterson a été doublée par différentes comédiennes, notamment Maïk Darah (Tutti Frutti), Agathe Mélinand (Comme un chien enragé), Virginie Ledieu (Jardins de pierre), Isabelle Ganz (Famille immédiate, Beignets de tomates vertes), Virginie Ogouz (Benny and Joon), Martine Irzenski (Belles de l'Ouest), Brigitte Berges (Postman) mais aussi Déborah Perret qui lui prête sa voix à trois occasions (Pluie de roses sur Manhattan, Vengeance froide, New York, unité spéciale).
Après l'avoir doublée en 1989 dans Le ciel s'est trompé, Rafaèle Moutier devient sa voix la plus régulière au cours des années 2010, la retrouvant dans Mercy Hospital, Touch, The Good Wife, Blue Bloods ou encore NCIS : Enquêtes spéciales. 
Plus récemment, elle est doublée à deux reprises par Micky Sébastian dans Blindspot et For Life et par France Bastoen dans Five Nights at Freddy's.